# Unforgettable (série télévisée)
Unforgettable ou Mémoire sous enquête au Québec est une série télévisée américaine en 61 épisodes de 44 minutes créée par Ed Redlich (en) et John Bellucci, diffusée entre le 20 septembre 2011 et le 14 septembre 2014 sur le réseau CBS et en simultané sur le réseau CTV au Canada, puis entre le 27 novembre 2015 et le 22 janvier 2016 sur A&E.
En Belgique, la série est diffusée depuis le 26 avril 2012 sur La Une, au Québec, depuis le 4 septembre 2012 sur le réseau V, en Suisse, depuis le 21 décembre 2012 sur RTS Un et en France, depuis le 2 janvier 2013 sur TF1 puis dès le 12 mai 2016 sur TV Breizh et depuis le 17 septembre 2016 sur HD1. Elle a été rediffusée sur NRJ 12, dès le 3 avril 2019[réf. nécessaire].

## Synopsis
Une ancienne policière de Syracuse dans l'État de New York, nommée Carrie Wells, souffre d'hypermnésie, une condition psychologique rare qui lui donne la capacité de se souvenir de tout. Après avoir été témoin d'un meurtre, elle rejoint l'équipe de la criminelle. Elle y retrouve notamment son ancien coéquipier et ex-compagnon Al Burns. Elle espère également pouvoir élucider le meurtre de sa propre sœur survenu lorsqu'elle était enfant.

## Distribution

### Acteurs principaux
- Poppy Montgomery (VF : Rafaèle Moutier) : inspectrice Carrie Wells
- Dylan Walsh (VF : Philippe Valmont) : lieutenant Al Burns
- James Hiroyuki Liao (VF : Olivier Chauvel) : Jay Lee (saisons 2 à 4)
- E. J. Bonilla (VF : Valentin Merlet) : inspecteur Denny Padilla (saison 4)
- La La Anthony (VF : Stephanie Lafforgue)  : médecin légiste Delina Michaels (saison 4)
- Kathy Najimy (VF : Véronique Augereau) : Sandra Russo (saison 4)

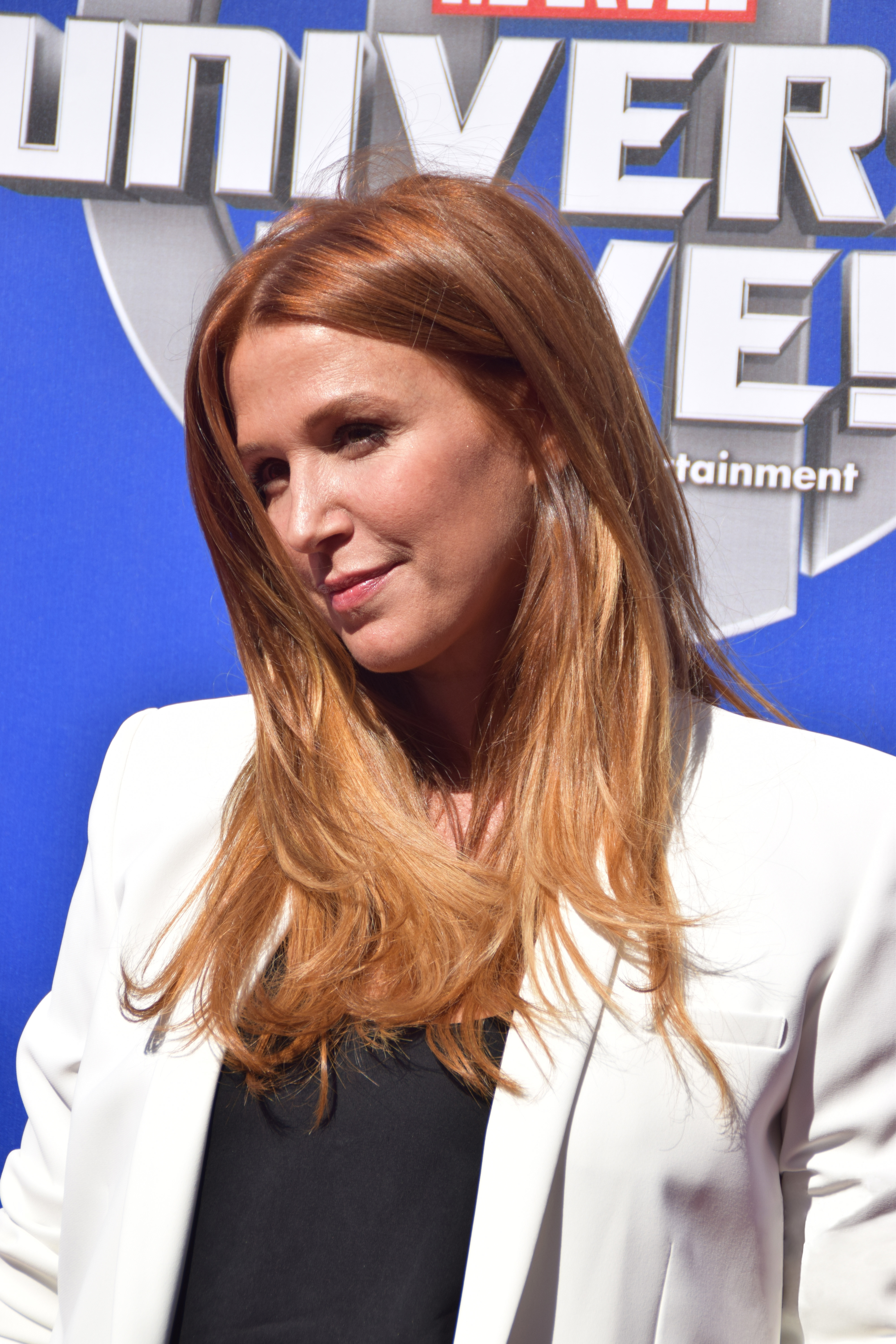
Poppy Montgomery interprète Carrie Wells.
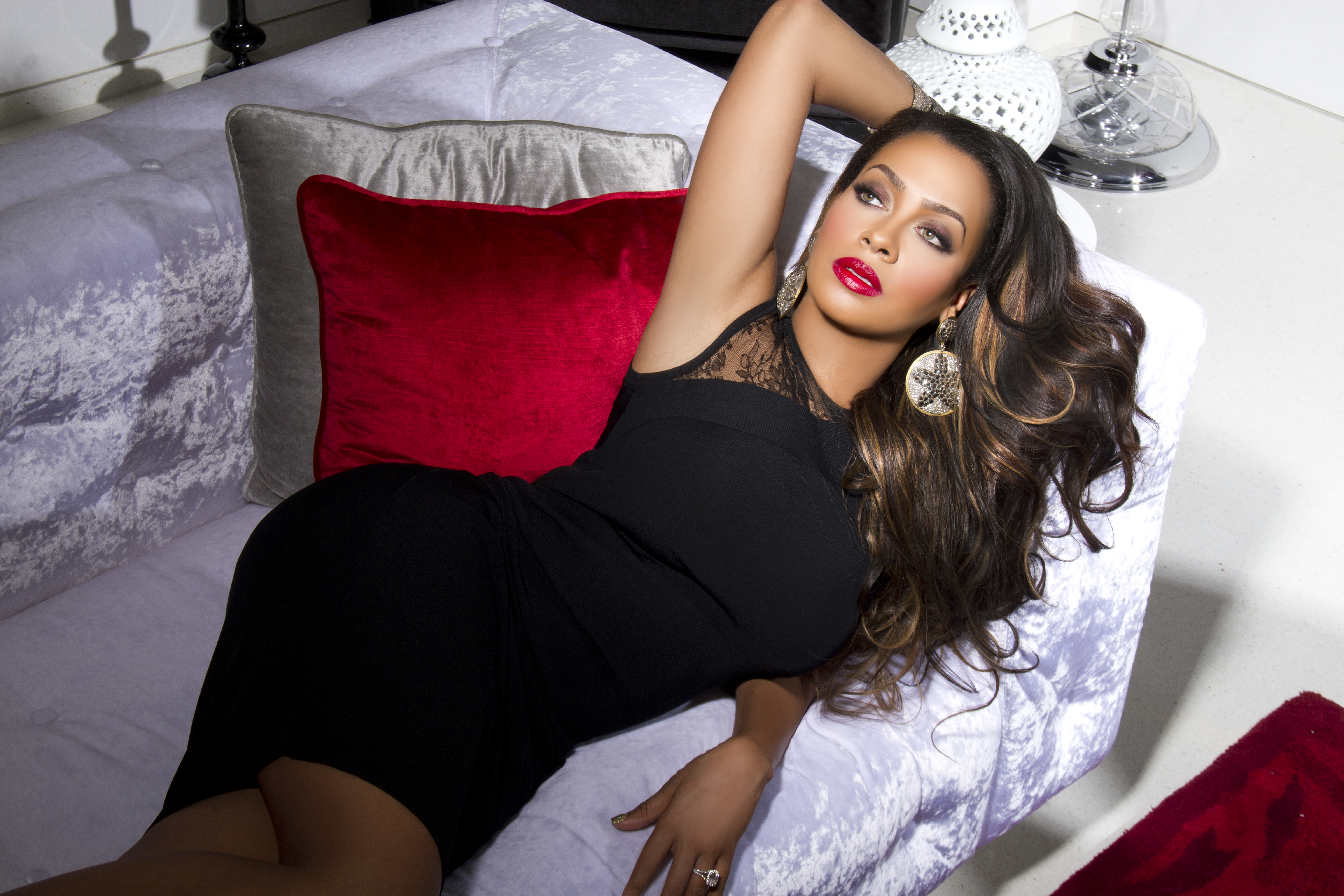
La La Anthony interprète Delina Michaels.

### Acteurs principaux ayant quitté la série
- Jane Curtin (VF : Josiane Pinson) : Dr Joanne Webster (saison 1 à 3)
- Michael Gaston (VF : Patrick Borg) : inspecteur Mike Costello (saison 1)
- Kevin Rankin (VF : Jérémy Prévost) : inspecteur Roe Sanders (saison 1)
- Daya Vaidya (VF : Vanina Pradier) : inspecteur Nina Inara (saison 1)
- Dallas Roberts (VF : Tanguy Goasdoué) : Eliot Delson (saisons 2 et 3, invité saison 4)
- Tawny Cypress (VF : Sophie Riffont) : Cherie Rollins-Murray (saisons 2 et 3)

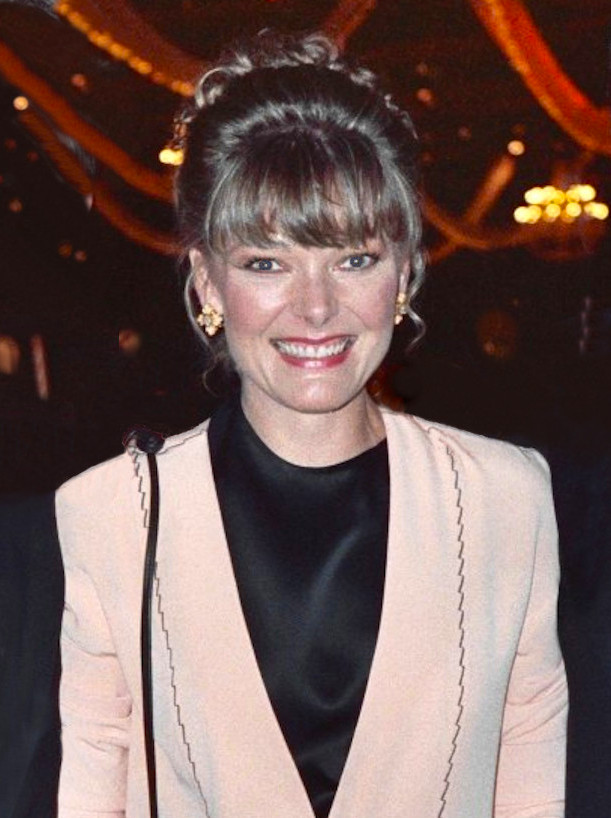
Jane Curtin interprète Dr Joanne Webster.
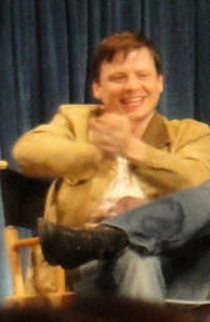
Kevin Rankin interprète Roe Sanders.

### Acteurs récurrents
- Britt Lower (VF : Ingrid Donnadieu) : Tanya Sitkowsky
- Deanna Dunagan (VF : Jocelyne Darche) : Alice Wells (saison 1)
- Jackson Hurst (VF : Bruno Choël) : Steve Cioffi Jr. (saison 1)
- Annie Parisse (VF : Natacha Muller) : Elaine Margulies (saison 1)
- Adam Trese (VF : Maurice Decoster) : Jay Krause (saison 1)
- James Urbaniak (VF : Jean-Philippe Puymartin) : Walter Morgan / Richard Simmons (saison 1)
- Annika Boras (en) (VF : Claire Morin) : Jackie (saison 2)
- Makenzie Leigh (VF : Marie Tirmont) : Celine Emminger (saison 2)
- James Francis Ginty (en) (VF : Stanislas Forlani) : Wendell Kuryak (saison 3)
- Boris Kodjoe (VF : Gilles Morvan) : Frank Simms (saison 3)
- Rachel Dratch : Rosie Webb (saison 4)
- Skeet Ulrich (VF : Alexis Victor) : Eddie Martin (saison 3 et 4)
Version française
  - Société de doublage : Dubbing Brothers[8],[9],[10]
  - Direction artistique : José Luccioni[9],[10]
  - Adaptation des dialogues : Sophie Désir, Valérie Marchand, Jérôme Dalotel et Stéphane Guissant[9]

Sources VF : RS Doublage, Doublage Séries Database et AlloDoublage

## Production

### Développement
Le projet a débuté en septembre 2009 et un pilote a été commandé pour The Rememberer en janvier 2010 mais le projet a été gelé au mois de mars à la suite de difficultés rencontrées à l'audition de l'actrice principale.
Le 2 février 2011, CBS a de nouveau commandé un pilote, et commandé la série le 16 mai 2011 sous son titre actuel. À la suite de bonnes audiences, CBS a commandé 9 épisodes supplémentaires pour une saison complète,.
Le 12 mai 2012, CBS met officiellement fin à la série,. Malgré l’arrêt de la série, les chaînes TNT et Lifetime envisagent une éventuelle reprise de la série.
Le 29 juin 2012, CBS revient sur sa décision et annonce le renouvellement de la série pour une deuxième saison de treize épisodes.
Le 27 septembre 2013, la série a été renouvelée pour une troisième saison de treize épisodes.
Le 10 octobre 2014, CBS met de nouveau fin à la série.
Le 6 février 2015, Sony conclut un accord avec la chaîne A&E pour une quatrième saison de treize épisodes.
Le 16 février 2016, A&E à son tour arrête la série.

### Casting
Les rôles principaux ont été attribués dans cet ordre : Poppy Montgomery, Michael Gaston, Kevin Rankin et Daya Vaidya et Dylan Walsh. Jane Curtin intègre la distribution principale en novembre 2011 à partir du 14e épisode.
Marilu Henner, l’une des six personnes dans le monde à « souffrir » d’hypermnésie, une condition médicale rare qui permet de se souvenir de tout, rejoint la distribution de la première saison. Marilu Henner interprète le rôle de la tante atteinte de la maladie d’Alzheimer de Carrie Wells. L’actrice dit que « ce serait la pire chose qui puisse m'arriver dans la vie. » Marilu Henner est aussi consultante sur la série.
En juillet 2012, à la suite de l'abandon puis du renouvellement de la série par CBS, il est annoncé que Michael Gaston, Kevin Rankin et Daya Vaidya ne reviendront pas.
Pour la deuxième saison, Dallas Roberts rejoint la distribution principale alors que James Hiroyuki Liao et Tawny Cypress sont annoncés comme récurrents, dont les deux derniers ont été promus à la distribution principale.
En mars et avril 2015, James Hiroyuki Liao a confirmé son retour pour la quatrième saison, Tawny Cypress (Cherie Rollins-Murray) et Jane Curtin (Dr Joanne Webster) ne seront pas présents alors que Dallas Roberts (Eliot Delson) apparaître dans deux épisodes. La série ayant été anbandonnée par CBS, ils ont pu profiter de l'occasion pour trouver de nouveaux rôles ailleurs.
En mai 2015, de nouveaux acteurs rejoignent la distribution principale lors de la quatrième saison. E. J. Bonilla incarnera Denny Padilla, un nouveau membre de la division des affaires majeures et une étoile montante au sein de la police de New York. La La Anthony incarnera Delina Michaels, une brillante médecin légiste à qui tout réussit, sauf dans un domaine : l'amour. Kathy Najimy interprétera Sandra, une ancienne policière chic et intelligente qui devient dure lorsqu'il le faut mais qui a beaucoup d'ambitions afin d'être à la tête du service de la police de New York.

### Tournage
La série est principalement tournée dans le Queens, à New York, aux États-Unis.

### Fiche technique
- Titre original et français : Unforgettable
- Titre québécois : Mémoire sous enquête
- Création : Ed Redlich (en) et John Bellucci
- Réalisation : Niels Arden Oplev, Anna Foerster, Jean de Segonzac, John David Coles, Peter Werner et Oz Scott
- Scénario : John Bellucci, Ed Redlich, J. Robert Lennon, Michael Foley, Jan Nash, Erik Oleson, Jim Adler, Heather Bellson, Christal Henry, Joan B. Weiss, Sherri Cooper, Jennifer Levin
- Direction artistique : Richard Dennis
- Décors : Vincent Peranio
- Costumes : Jennifer von Mayrhauser (en)
- Photographie : Donald E. Thorin Jr. et Christopher Faloona
- Montage : Jan Northrop, Victor DuBois, Augie Hess et John LM. Vitale
- Musique : Jacob Groth
- Casting : Suzanne Ryan
- Production : Niels Arden Oplev et Alicia Kirk ; John Forrest Niss, Jim Adler et Guin McPherson (coproducteur) ; Joan Binder Weiss, (superviseur) ; Jennifer Levin, Sherri Cooper, Jan Nash et Steven Maeda (consultant)
  - Production déléguée : Ed Redlich, John Bellucci, Carl Beverly, Sarah Timberman
- Société de production : CBS Television Studios, Sony Pictures Television, Timberman-Beverly Productions et Woodridge Productions
- Société de distribution : Columbia Broadcasting System (télévision)
- Pays d'origine :  États-Unis
- Langue originale : anglais
- Format : couleur - 35 mm - 1,78:1 - son Dolby Digital
- Genre : série policière
- Durée : 44 minutes

 Sauf indication contraire, les informations mentionnées dans cette section peuvent être confirmées par la base de données cinématographiques IMDb,  présente dans la section « Liens externes ».

## Épisodes
| Saison | Début de diffusion | Fin de diffusion  | Années    | Classement | Téléspectateurs (en millions) |
| ------ | ------------------ | ----------------- | --------- | ---------- | ----------------------------- |
| 1      | 20 septembre 2011  | 8 mai 2012        | 2011–2012 | no 24      | 12,11                         |
| 2      | 28 juillet 2013    | 9 mai 2014        | 2013–2014 |            | 7,54                          |
| 3      | 29 juin 2014       | 14 septembre 2014 | 2014      |            |                               |
| 4      | 27 novembre 2015   | 22 janvier 2016   | 2015–2016 |            |                               |

### Première saison (2011-2012)
1. La Mémoire dans la peau (Pilot)
2. Souvenirs d’enfants (Heroes)
3. Trahison à tous les étages (Check Out Time)
4. Retour de flamme (Up in Flames)
5. Le Côté obscur (With Honor)
6. Un univers impitoyable (Friended)
7. Les Traces du passé (Road Block)
8. Démasqué (Lost Things)
9. Une jeune fille sans histoire (Golden Bird)
10. Trajectoires brisées (Trajectories)
11. Voix de femme (Spirited Away)
12. Jeu de construction (Butterfly Effect)
13. Frères d'infortune (Brotherhood)
14. Appels personnels (Carrie's Caller)
15. Témoins clés (The Following Sea)
16. La Fille de l'air (Heartbreak)
17. Quand le doute s’installe (Blind Alleys)
18. Ennemi ou Ami (The Comeback)
19. Le Choix (Allegiances)
20. La Théorie du complot (You Are Here)
21. Prise au piège (Endgame)
22. L'Homme dans les bois (The Man in the Woods)

### Deuxième saison (2013-2014)
Elle a été diffusée à partir du 28 juillet 2013.
1. Nouveau départ, nouvelle unité (Bigtime)
2. Braquage incognito (Incognito)
3. Une ennemie à sa hauteur (Day of the Jackie)
4. Jeu de mémoire (Memory Kings)
5. Passé sous silence (Past Tense)
6. En toute diplomatie (Line Up or Shut Up)
7. Les grands explorateurs (Maps & Legends)
8. Jusqu'à ce que la mort les sépare (Till Death)
9. Justice expéditive (Manhunt)
10. Un grain de sable (East of Islip)
11. 60 minutes pour vivre (Omega Hour)
12. Une alliée inattendue (Flesh and Blood)
13. Une affaire de jeunesse (Reunion)

### Troisième saison (2014)
Elle a été diffusée à partir du 29 juin 2014 sur CBS.
1. Le Billet de cent dollars (New Hundred)
2. La Combinaison (The Combination)
3. Révélations mortelles (Stray Bullet)
4. Coups de poker (Throwing Shade)
5. Le Mystère du chef (A Moveable Feast)
6. Dans la peau du meurtrier (The Island)
7. Le Poids de l'amitié (Admissions)
8. Le Cobaye (The Haircut)
9. La Chasse au trésor (Cashing out)
10. Le Sabre noir (Fire And Ice)
11. Derrière le masque (True Identity)
12. Meurtre à Hollywood (Moving On)
13. Infectée (DOA)

### Quatrième saison (2015-2016)
Elle est diffusée à partir du 27 novembre 2015 sur A&E.
1. Le Visiteur inattendu (Blast from the Past)
2. Témoin encombrant (Gut Check)
3. Une note de trop (Behind the Beat)
4. Atout charme (Dollars and Scents)
5. Une mise de trop (All In)
6. Le Prix d'un scoop (The Return of Eddie)
7. Mon fils a disparu (We Can Be Heroes)
8. Enquête sur Mars (Breathing Space)
9. Tempête sur New York (Shelter from the Storm)
10. Tuer n'est pas jouer (Game On)
11. L'Homme aux deux visages (About Face)
12. Affaire non classée (Bad Company)
13. Mémoire défaillante (Paranoid Android)

## Univers de la série

### Personnages principaux
Carrie Wells
Carrie Wells est inspectrice pour la police de New York. Elle est atteinte d'hypermnésie, un trouble médical rare qui lui donne la capacité de se rappeler tout ce qu'elle a vu ou entendu. Cette capacité est très utile pour les enquêtes qu'elle et son équipe mènent. Elle a décidé d'entrer dans la police à la suite de l'assassinat de sa sœur quand elle était enfant. Neuf ans plus tôt, elle a travaillé dans la police de Syracuse pendant cinq ans mais après que l'enquête sur l'assassinat de sa sœur a été arrêtée, Carrie a décidé de changer de vie et a déménagé à New York. Depuis, Carrie a essayé de mettre son passé de côté, mais tout change le jour où elle se retrouve témoin d'un meurtre. Son ancien petit ami et partenaire Al Burns va lui demander de l'aider à résoudre cette affaire, elle intègre alors la police de New York. Grâce à ce poste, elle peut reprendre la recherche du seul homme qu'elle ne peut réussir à se rappeler : le meurtrier de sa sœur. À partir de la saison 2, Carrie va changer d'équipe avec Al.
Al Burns
Al Burns est lieutenant, chef de l'équipe et ex petit-ami de Carrie. Carrie l'avait quitté car c'est lui qui avait refermé le dossier de sa sœur. À partir de la saison 2, il change d'équipe avec Carrie: il va travailler avec Murray, Jay et Eliot. Dans la saison 4, on apprend qu'avant qu'il ne devienne policier, il était dans un conservatoire où il apprenait le jazz. Il se fait tirer dessus lors du dernier épisode de la saison, affaire qui restera irrésolue à la suite de l'arrêt de la série.
Dr Joanne Webster
Elle est le médecin légiste de l'équipe. Elle le restera aussi lors de la saison 2. Joanne connaissait Eliott avant d'aller travailler avec Al et Carrie au Centre Opérationnel de la Police de New York et ne l'appréciait pas beaucoup.
Mike Costello
Il est l'un des inspecteurs de police. Il a un fils nommé Spencer. Il est marié.
Roe Sanders
Il est inspecteur de police. Il est d'origine de la nouvelle Orléans et croit au paranormal.
Nina Inara
Elle est inspecteur de police.
Tous trois sont inspecteurs au 117e district avec Al et Carrie. Ils ne sont présents que pendant la première saison.
Eliot Delson
C'est l'adjoint du maire, il dirige l'équipe du Centre Opérationnel de la Police de New York. C'est lui qui a engagé Carrie et Al (à partir de la saison 2). Dans la saison 3, son ami d'enfance et témoin de son mariage s'est fait assassiner lors d'une cérémonie. Lors de l'enquête, Eliot crut que sa femme et son ami avaient une liaison mais finalement, ils ne se voyaient que pour discuter mais alors qu'elle avait décidé de quitter Eliot, il lui a expliqué qu'il était un magnifique mari et ami et qu'il fallait qu'elle lui donne une seconde chance. À la fin de l'enquête, il apprendra que le meurtrier est Amanda Temple mais qu'elle avait mis dans la confidence le deuxième ami d'enfance d'Eliot, Robert Bright. Alors qu'il était parti l'arrêter, celui-ci l'a menacé de dévoiler ce qui s'était passé lorsqu'ils étaient jeunes. Eliot avouera finalement avoir nettoyé la scène de crime d'une jeune fille pour protéger Robert, depuis il servait de son statut de gouverneur pour rendre des services à ses deux amis en échange de leur silence. Carrie trouvera finalement un homme qui donnera une preuve à Eliot qu'il était à une fête avec une quinzaine de personnes comme témoins, cependant en réalité, il n'y était pas. On apprend également qu'il est marié avec Shelby depuis 15 ans. Dans l'épisode 402, à la suite de la très bonne enquête et intervention de son équipe, il choisit de quitter l'équipe et son poste pour aller à Miami, en Floride où le FBI lui propose un poste qu’il ne peut refuser.
Sherry Rollins Murray
Elle est un des membres de l'équipe dirigée par Eliott, anciennement agent spécial du FBI. (à partir de la saison 2). Elle est maman d'une petite fille, Maya.
Jay Lee
Il est membre de l'équipe dirigée par Eliott. Il est très fort en informatique (à partir de la saison 2). Il a une sœur. Il est très drôle et hyperactif.

## Commentaires
La série fait référence à d'autres séries :
- Lorsque Carrie va à la maison de retraite voir sa mère, celle-ci est souvent occupée à regarder Ma sorcière bien-aimée à la télévision.
- Dans l'épisode 2 de la saison 1, alors que Carrie est occupée à inspecter une scène de crime, le lieutenant Sanders dit à sa partenaire "Ghost Whisperer est arrivée" en parlant d'elle.

## Accueil

### Audiences

#### Aux États-Unis
Le pilote de la série a rassemblé 14,09 millions de téléspectateurs, ce qui reste la meilleure audience de la série.

#### Dans les pays francophones
En France, la première saison a été suivie par une moyenne de 7,2 millions de téléspectateurs soit 30% de part de marché sur TF1.
En France, la deuxième saison a été suivie par une moyenne de 6,1 millions de téléspectateurs et 24,5% de part de marché sur TF1, soit une baisse d'environ 1,1 million de téléspectateurs sur un an.